# میشن (تگزاس)
میشن، تگزاس(به انگلیسی: Mission, Texas) شهری در ایالت تگزاس از ایالات جنوبی ایالات متحده آمریکا است. در سرشماری سال ۲۰۰۰، جمعیت این شهر ۴۵۴۰۸ نفر اعلام شد.